# Herman Laroche
Guerman Avgústovitx Laroix, rus: Герман Августович Ларош conegut habitualment com a Herman Laroche   (Sant Petersburg, 13 de maig de 1845 (Julià) - Sant Petersburg, 5 d'octubre de 1904 (Julià)), fou un compositor i crític rus de música clàssica de renom a tota Rússia.

## Biografia
Va néixer en la família d'un professor de francès. Va estudiar el piano amb Alexandre Dubuque al conservatori de Sant Petersburg. Després de graduar-se al Conservatori el 1866, va ensenyar història i teoria de la música al Conservatori de Moscou (1867-1870, 1883-1886) i al Conservatori de Sant Petersburg (1872-1875 i 1879), on tingué entre els seus alumnes a Nikolaj Kocetov. Va ser amic de tota la vida de Piotr Ilitx Txaikovski.
El 1867 publicà un article a Russky Vestnik: "Glinka i la seva importància en la música", publicat com a llibre separat a Moscou el 1868. Col·laborava regularment al diari Golos, col·locant-hi una telenovela musical i literària. Impartí moltes conferències públiques sobre la història de la música a Sant Petersburg amb gran èxit. Va escriure al fulletó musical, el Directori de teatres imperials.
Sota la supervisió de Laroche, es publica una traducció al rus de la nova biografia de Mozart de A. D. Ulybyshev (escrita en francès), produïda per Modest Ilitx Txaikovski (germà de Piotr Ilitx).
De les obres musicals de Laroche destaquen l'obertura de l'òpera Karmozina i l'allegro simfònic. Ambdues peces han estat interpretades en col·leccions simfòniques de l'"Imperial Russian Music Society".